# Млекопитательница
Млекопитательница (греч. Γαλακτοτροφούσα «Галактотрофуса») —  иконописный образ Богородицы, кормящей грудью Младенца Христа.

## Описание
На иконах этого типа Богородица может изображаться с короной и ангелами. 
Мафорий может быть синим или зелёным — как символ земного происхождения Богородицы.
Позади Девы Марии могут быть солнце и луна, изображения взрослого Иисуса или святых, в частности Николая Чудотворца, Иоанна Крестителя и др.
Нередко на иконах с этим сюжетом маленький Иисус держит рукой свою ножку.

## История

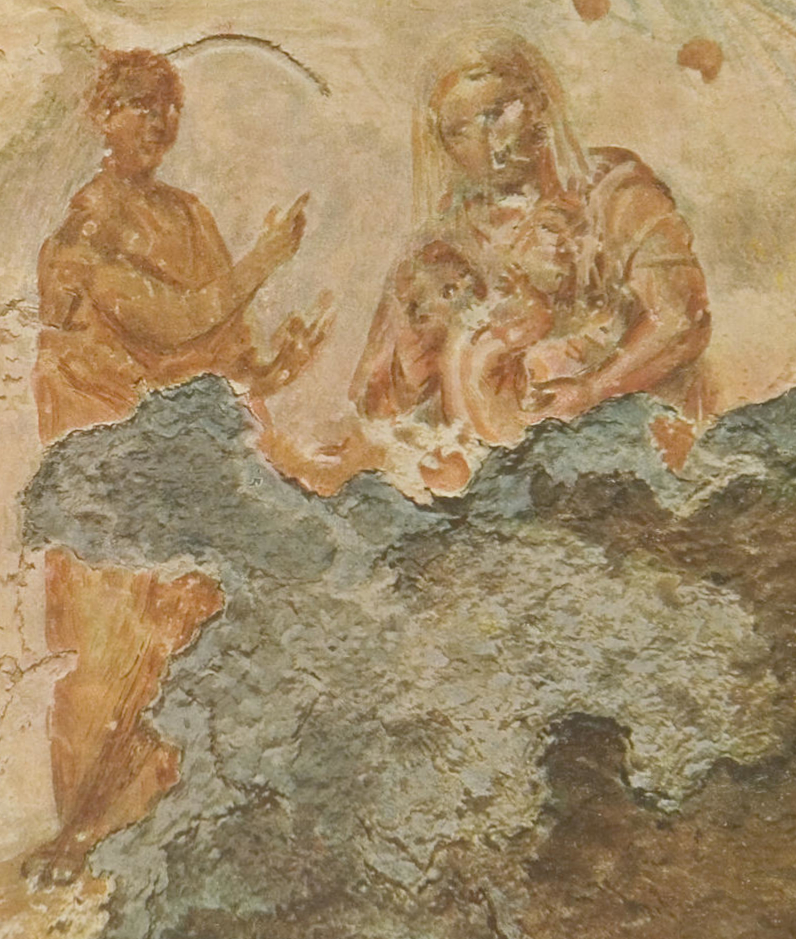
Древнейшее в мире изображение Богородицы в образе Млекопитательницы, II—III век, Рим, катакомбы святой Присциллы

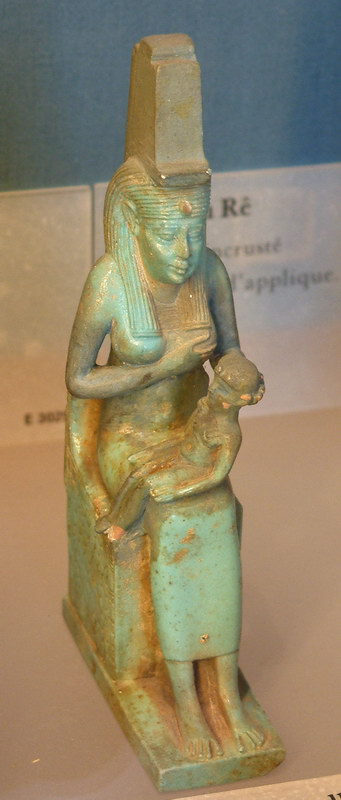
Древнеегипетская статуэтка богини Исиды и её сына Гора. Лувр, Париж

### Происхождение
Иконография Девы Марии, кормящей грудью Младенца Иисуса Христа, известна в религиозном искусстве с раннехристианского времени. Такое изображение, представленное на фреске в римских катакомбах святой Присциллы, имеет очень близкую аналогию с изображением Богородицы, впоследствии известным с именем «Млекопитательница». Эта фреска датируется второй половиной II века — первой половиной III века и является древнейшим изображением с этим сюжетом и древнейшим известным в настоящее время изображением Девы Марии. Профессор В. Н. Лазарев (1971 год) считал, что изображения, близкие по своему характеру к фреске из катакомбы Присциллы, уже существовали в значительном количестве во времена раннего христианства. 
Считается, что истоки иконографии «Млекопитательница» восходят к египетским изображениям богини Исиды, кормящей сына Гора.
Поэтому особенно развился сюжет кормления Богородицы Младенца в искусстве Египта, где существует древневосточная Коптская православная церковь, а также в искусстве Сиро-палестинского региона. Фреска Богоматери, кормящей Младенца Иисуса молоком из груди, сохранилась на уцелевших стенах коптского монастыря Святого Иеремии в Саккаре. Она датирована V—VII веками и выполнена до арабского завоевания Египта (640—641).
По мнению историка Никодима Кондакова (1914 год), именно коптские изображения стали источником заимствований мотива Богородицы «Млекопитательницы» на Западе, главным образом — через южные Францию и Италию в эпоху Каролингов (VIII—X века). При этом, согласно Кондакову, о типе Божией Матери Млекопитательницы можно говорить только с XIII века.

### Западная традиция

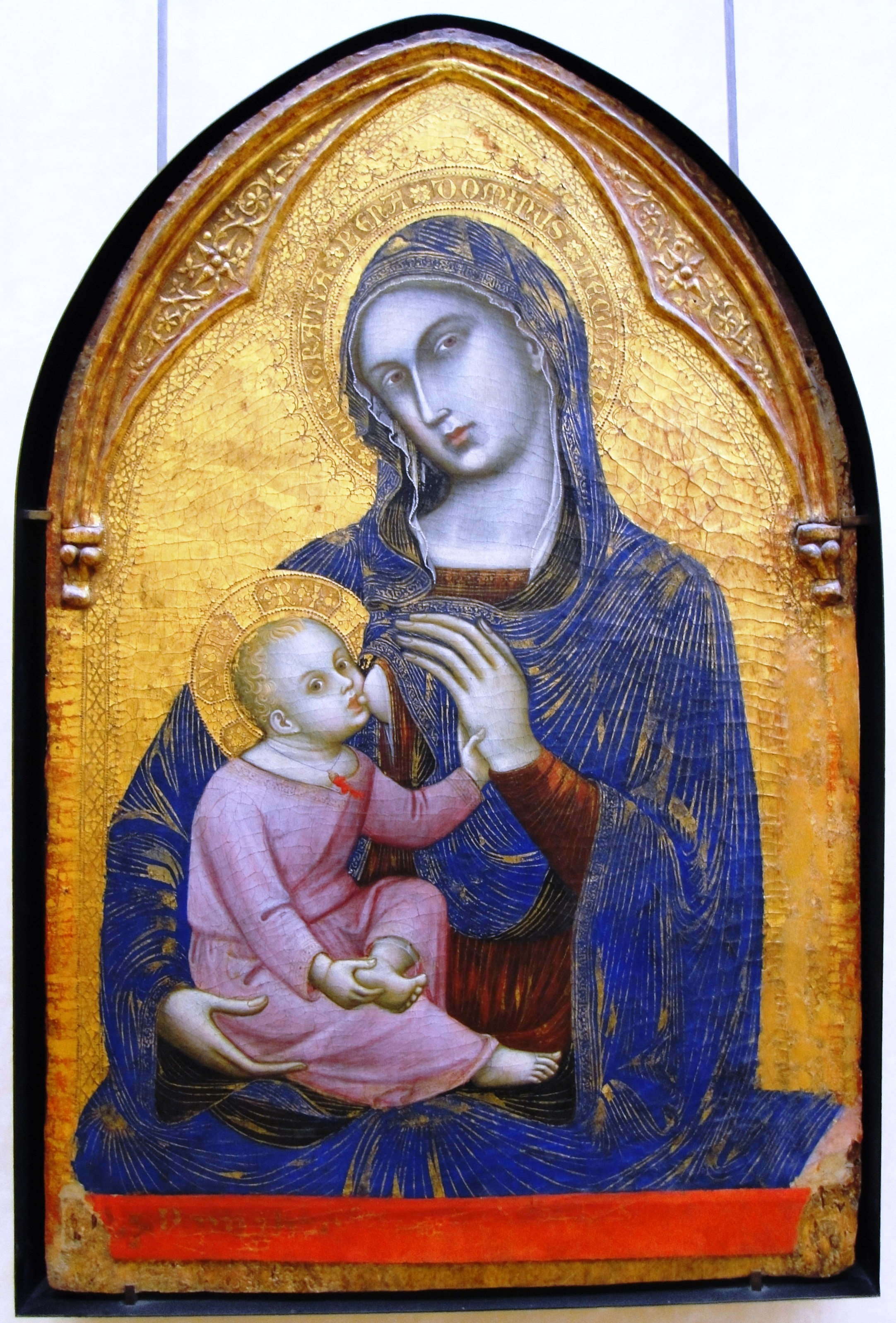
Барнаба да Модена. «Пресвятая Дева c Младенцем». Между 1370 и 1375 годом. Лувр, Париж

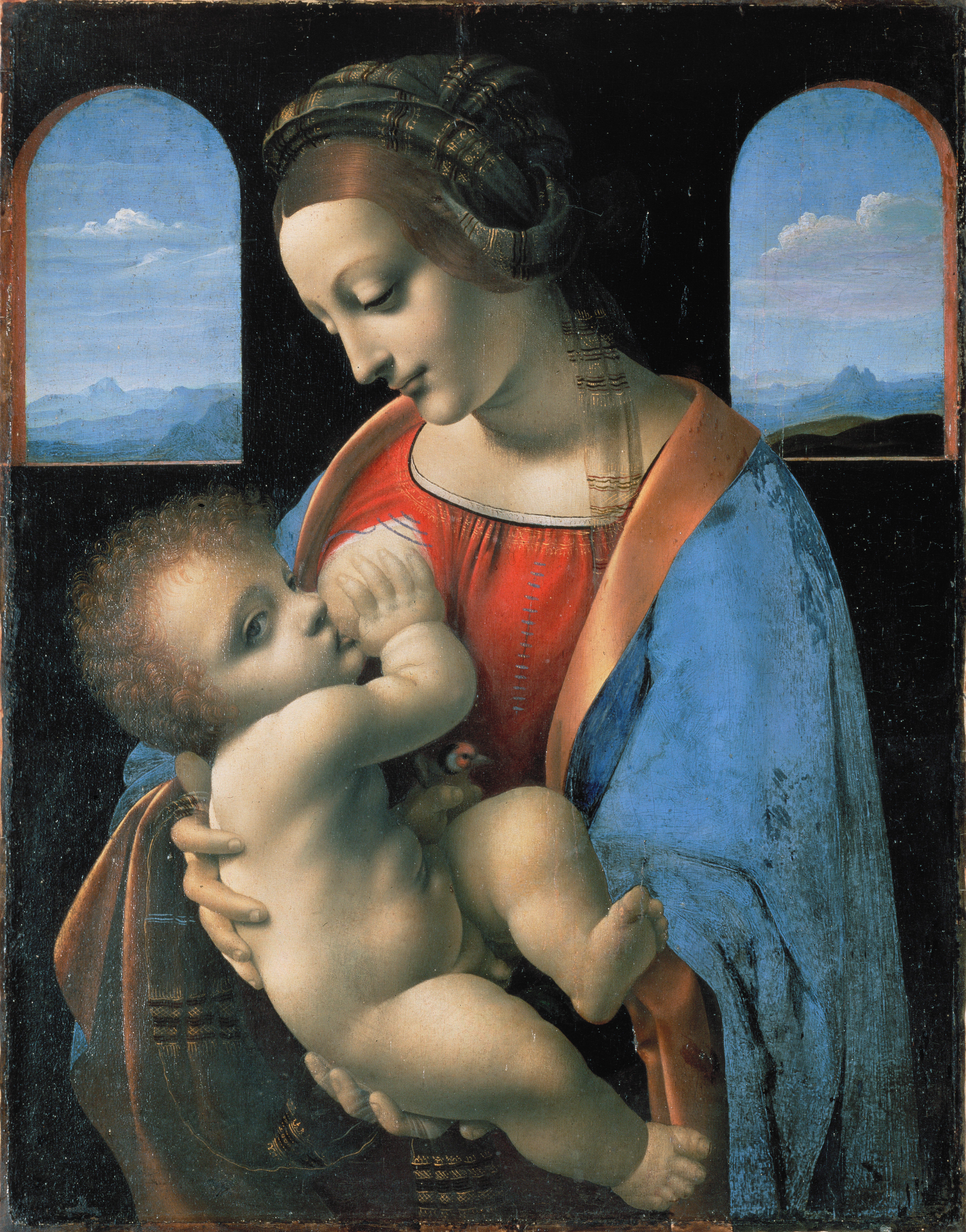
Леонардо да Винчи. «Мадонна Литта». Около 1490 года. Эрмитаж, Санкт-Петербург

Результатом заимствования мотива Богородицы «Млекопитательницы» из коптского искусства можно считать изображение Богородицы «Млекопитательницы» на троне, в окружении двух фигур, представленное на окладе из слоновой кости Евангелия из Меца, датированного IX веком.
С начала XII века в средневековом европейском искусстве образ «Млекопитательницы» встречается всё более часто. В Италии этот тип представлен в центральном тимпане кафедрального собора Святого Руфина в Ассизи (XII век), на фреске церкви Сант Анджело в городе Пьянелла (вторая половина XII века), на мозаике базилики Святой Марии в Трастевере в Риме (1198—1216), на фреске в церкви Сан-Сильвестро на горе Соракта около Рима, в базилике Святого Иоанна Богослова в Равенне. Также этот тип был представлен в Германии, Франции, Англии. По мнению профессора В. Н. Лазарева, почти все эти изображения «Млекопитательницы» обусловлены византийским влиянием. 
Начиная с XIV века, образ Млекопитательницы становится излюбленной темой итальянских художников. Его можно встретить в работах Амброджо Лоренцетти, Джусто де Менабуои, Барнаба да Модена и многих других художников периода треченто.
С XIV века искусство на Западе перестало следовать указаниям Церкви, но становилось выражением индивидуального понимания художника, всё меньше считающегося с иконографической схемой. Поэтому изображение «Млекопитательницы» как иконографического типа на Западе далее не развивался.
Известным изображением Девы Марии, кормящей грудью младенца Иисуса, является картина «Мадонна Литта» Леонардо да Винчи, выполненная в 1480—1490-х годах. 
Древней христианской святыней является Млечный вертеп в Вифлееме. По преданию, здесь останавливалось Святое Семейство во время бегства в Египет, в этом же месте Дева Мария кормила грудью маленького Христа. В V веке здесь существовал храм, на остатках которого в настоящее время находится церковь ордена францисканцев.
После принятия Тридентским собором (1545—1563) указа о запрете изображения «чрезмерной наготы» в изображении священных фигур, случаи создания изображений Богородицы, кормящей Младенца Иисуса Христа, прекратились.

### Восточная традиция

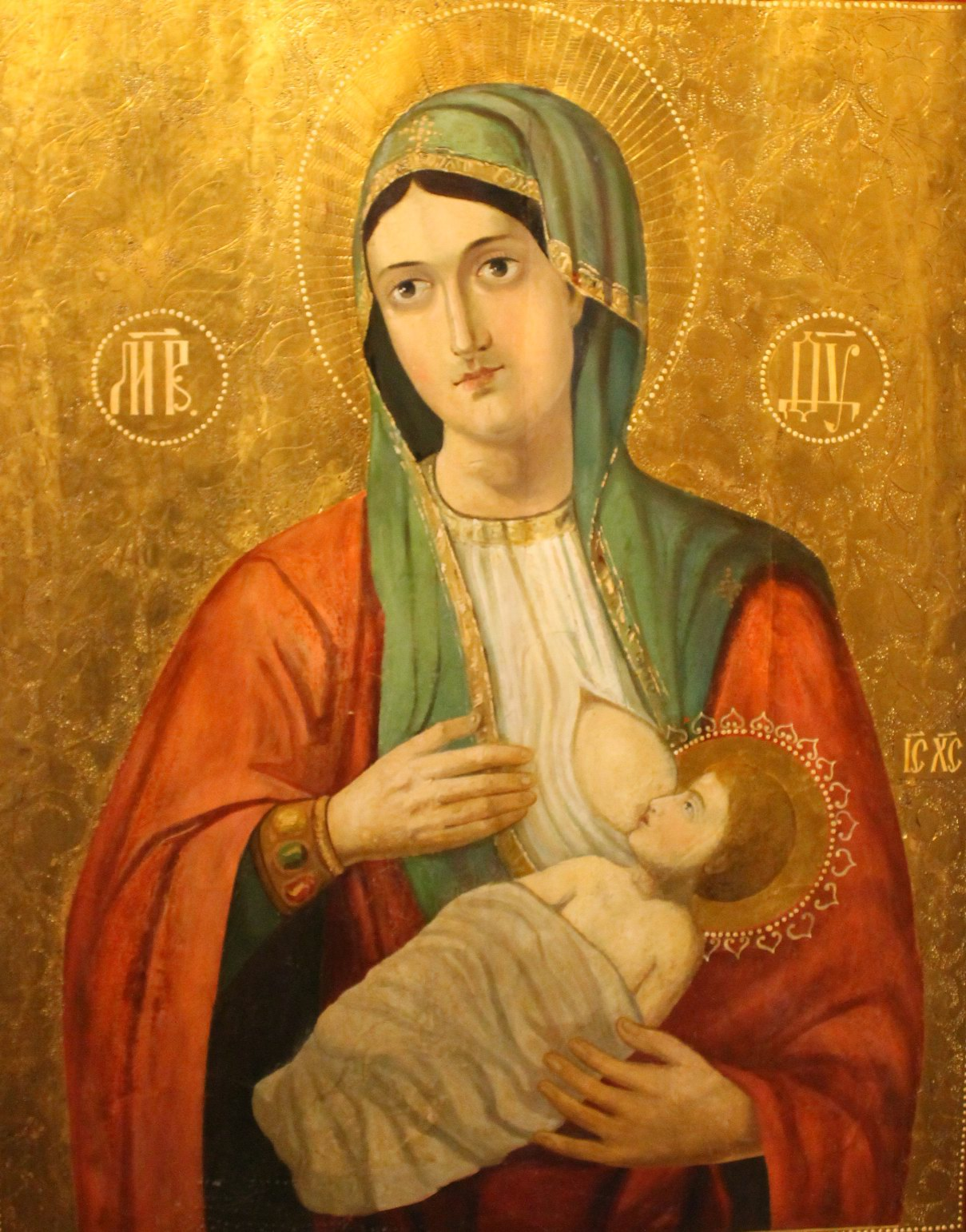
Богородица «Млекопитательница». Конец ХІХ — начало XX в. Украина. Музей украинской домашней иконы, «Замок Радомысль»

Иконография Богоматери Млекопитательницы существовала в византийском и поствизантийском искусствах. Согласно профессору В. Н. Лазареву (1971), тип Млекопитательницы был известен искусству Византии, хотя отношение к нему и было весьма сдержанным. Он считал, что нет оснований объяснять появление этого типа в поздней византийской и русской иконописи итальянским влиянием, как считал историк Никодим Кондаков. По мнению Лазарева, Италия лишь могла способствовать популяризации этого изображения на христианском Востоке с XIV по XVI век. Он считал более вероятным, что на Востоке произошло развитие глубоко укоренившихся древних традиций изображения «Млекопитательницы». 
Среди памятников константинопольского искусства тип «Млекопитательница» встречается только дважды: на миниатюрах XI и XII веков. Образ Млекопитательницы был более популярен в греческих провинциях и в странах христианского Востока, чем в Константинополе. 
В церкви Оморфи Экклисия XIII на острове Эгина на фреске 1289 года Богородица изображена в сцене «Рождества», кормящая грудью младенца Иисуса Христа.
Существует православная версия происхождения иконы Богородицы «Млекопитательницы». Однако она не объясняет появления оригинала иконы и основывается преимущественно на преданиях. Согласно преданию, чудотворная икона «Млекопитательница» находилась в лавре, основанной преподобным Саввой Освященным около Иерусалима. При своей кончине в 532 году преподобный Савва предсказал братии, что лавру посетит царственный паломник из Сербии, также с именем Савва, и повелел передать ему в благословение эту икону. Это событие произошло в XIII веке, когда святитель Савва Сербский прибыл в Палестину, где ему было передано завещание святого Саввы Освящённого, и лавра благословила его иконою «Млекопитательницы». После этого он привез икону в сербский Хиландарский монастырь на Святой горе Афон. Впоследствии церковь, где находилась икона, была названа Типикарницей, в которой она находится и в настоящее время.

## Списки
Наиболее известные списки с иконы Млекопитательница, находящейся в Хиландарском монастыре, имеются в России, Украине, Греции.
- В музее Московского Кремля из Новодевичьего монастыря в Москве (XVI век)[16].
- В иконной галерее Морсинк в Амстердаме, в музее икон в Рекклингхаузене в Германии[17], в экспозиции в южной галерее Благовещенского собора Московского Кремля (XVII век)[16].
- В скиту Святого пророка Илии на Афоне. Время и место написания этой иконы неизвестно[18].
- В главном приделе Елоховского Богоявленского собора в Москве, преподнесённая преподобным Гавриилом Афонским в 1894 году[19][20].
- В Свято-Успенском монастыре в Одессе, привезенная преподобным Гавриилом Афонским в конце XIX века[20].
- В Богородичном Пантелеимоновом Щегловском монастыре в Туле, созданном в честь иконы «Млекопитательница», единственном в России монастыре в её честь[21].
- В храме иконы Божией Матери «Млекопитательница» в деревне Околица около Минска[22].
- В Тихвинском Богородицком женском монастыре[23].

## Почитание
К иконе Божией Матери «Млекопитательница» обращаются за помощью кормящие матери.
Празднование иконе Богородицы «Млекопитательницы» в Православной церкви совершается 12 (25) января.
Акафист Пресвятой Богородице пред иконой Её «Млекопитательница» утверждён решением Священного синода Русской православной церкви от 26 декабря 2019 года.